# Brude V.
Brude V., auch Bridei V. oder Bridei mac Fergus (gälisch: Bruide mac Fergusa; † 763) war angeblich von 761 bis 763 König der Pikten. 
Er war der Bruder von Óengus I. Sein Tod ist in den Annalen von Ulster und den Annalen von Tigernach aufgezeichnet.